# Longitarsus artvinus
Longitarsus artvinus is een keversoort uit de familie bladkevers (Chrysomelidae). De wetenschappelijke naam van de soort werd in 1998 gepubliceerd door Gruev & Aslan.